# 도코사헥사엔산
도코사헥사엔산(영어: docosahexaenoic acid, DHA)은 사람의 뇌, 대뇌 겉질, 피부, 망막의 주요 구조적 성분인 오메가-3 지방산이다. 생리학 문헌에서는 22:6 n-3로 언급되기도 한다. 도코사헥사엔산은 α-리놀렌산으로부터 합성되거나 모유, 생선기름, 해조류 등으로부터 직접적으로 얻을 수 있다.
도코사헥사엔산은 22개의 탄소로 구성된("docosa-"는 고대 그리스어에서 파생된 접두사로 "22"를 의미함) 사슬에 6개의 시스 이중 결합을 가지고 있는("hexa-"는 "6"을 의미하고, "-en-"은 시스 이중 결합을 의미함, 오메가 말단에서부터 3번째 탄소에 첫 번째 이중 결합이 위치함) 카복실산(-oic acid)이다. 도코사헥사엔산의 관용명은 세르본산(영어: cervonic acid)이고, 계통명은 올-시스-도코사-4, 7, 10, 13, 16, 19-헥사-엔산(영어: all-cis-docosa-4, 7, 10, 13, 16, 19-hexa-enoic acid)이며, 지방산 명명법에서의 약칭은 22:6 n-3이다.
차가운 바다의 먹이에 접근할 수 있는 어류 및 다세포 생물의 도코사헥사엔산의 거의 대부분은 광합성 미세조류 및 종속영양 미세조류로부터 유래하며, 먹이사슬의 위로 올라갈수록 도코사헥사엔산이 생물체에 점점 더 많이 집중된다. 도코사헥사엔산은 또한 미세조류인 크립테코디니움 코니(Crypthecodinium cohnii) 및 스키조키트리움속(Schizochytrium)을 이용하여 상업적으로 제조된다. 채식주의자들은 미세조류를 사용하여 제조된 도코사헥사엔산을 이용한다.
도코사헥사엔산을 함유한 조류나 도코사헥사엔산을 함유한 동물성 음식물을 섭취하지 않는 생물에서 도코사헥사엔산은 식물에 의해 만들어진 보다 짧은 오메가-3 지방산인 α-리놀렌산으로부터 내부적으로 생성된다. 일부 제한된 양의 에이코사펜타엔산 및 도코사펜타엔산은 젊은 여성 및 남성에서 α-리놀렌산의 대사로 만들 수 있는 생성물이다. 모유의 도코사헥사엔산은 발달 중인 유아에게 중요하다. 여성에서 도코사헥사엔산의 생산물은 남성보다 15% 더 높다.
도코사헥사엔산은 뇌의 인지질과 망막에서의 주요 지방산이다. 알츠하이머병의 메커니즘에서 도코사헥사엔산의 잠재적인 역할이 활발하게 연구되고 있지만, 도코사헥사엔산을 함유한 생선기름 보충제에 대한 연구는 심혈관계 질환을 예방한다는 주장을 뒷받침하지 못했다.

## 중추신경계의 구성 성분
도코사헥사엔산(DHA)은 뇌와 망막에서 가장 풍부한 오메가-3 지방산이다. 도코사헥사엔산은 뇌에서 다불포화 지방산의 40%를 차지하며 망막에서 다불포화 지방산의 60%를 차지한다. 뉴런의 원형질막 중량의 50%는 도코사헥사엔산으로 구성되어 있다.
도코사헥사엔산은 많은 다른 기능들 중에서 콜린, 글리신, 타우린의 운반체 매개 수송, 지연 칼륨 통로의 기능, 시냅스 소포에 포함된 로돕신의 반응 등을 매개한다.
도코사헥사엔산은 인지력 감퇴와 관련이 있다. 포스파티딜세린은 세포 자살을 조절하는데, 도코사헥사엔산의 수치가 낮으면 신경세포의 포스파티딜세린의 수치가 낮아지고 신경 세포의 사멸을 증가시킨다. 도코사헥사엔산의 수치는 심한 우울증 환자의 뇌 조직에서 감소한다.

## 대사 합성
사람에서 도코사헥사엔산(DHA)은 식이로부터 얻거나 대사 중간생성물인 에이코사펜타엔산(EPA, 20:5 ω-3)으로부터 도코사펜타엔산(DPA, 22:5 ω-3)을 통해 소량으로 전환될 수 있다. 이러한 합성은 Δ4-불포화효소의 작용에 따른 신장 단계를 통해 일어나는 것으로 생각되었다. 현재 도코사헥사엔산은 퍼옥시좀에서 β 산화 이후에 24-탄소 대사 중간생성물을 통해 생합성될 가능성이 더 높은 것으로 간주된다. 따라서 에이코사펜타엔산은 2배 신장되어 24:5 ω-3을 생성한 다음, 24:6 ω-3으로 불포화되고, 이어서 β 산화를 통해 도코사헥사엔산(22:6 ω-3)으로 짧아진다. 이와 같은 대사 경로는 "스프레처 션트(Sprecher's shunt)"로 알려져 있다.
미세조류, 이끼, 균류와 같은 생물에서 도코사헥사엔산의 생합성은 일반적으로 불포화효소 및 신장효소의 순차적인 작용에 의해 촉매되는 일련의 불포화 반응 및 신장 반응으로 일어난다. 이들 생물에서 알려진 경로는 다음과 같다.
1. α-리놀렌산의 6번째 탄소에서 Δ6-불포화효소에 의한 불포화 반응으로 스테아리돈산이 생성된다.
2. 스테아리돈산이 Δ6-신장효소에 의해 신장되어 에이코사테트라엔산이 생성된다.
3. 에이코사테트라엔산의 5 번째 탄소에서 Δ5-불포화효소에 의한 불포화 반응으로 에이코사펜타엔산이 생성된다.
4. 에이코사펜타엔산이 Δ5-신장효소에 의해 신장되어 도코사펜타엔산이 생성된다.
5. 도코사펜타엔산의 4번째 탄소에서 Δ4-불포화효소에 의한 불포화 반응으로 도코사헥사엔산이 생성된다.[22]

## 물질대사
도코사헥사엔산은 도코사헥사엔산에서 유도된 염증해소촉진 전달자(SPM), 도코사헥사엔산 에폭사이드, 도코사헥사엔산의 친전자성 옥소-유도체(EFOX), 뉴로프로스테인, 에탄올아민, 아실글리세롤, 아미노산이나 신경전달물질의 도코사헥사엔오일 아마이드 및 하이드록시 지방산의 분지형 도코사헥사엔산 에스터 등으로 대사될 수 있다.
효소인 사이토크롬 P450 2C9는 도코사헥사엔산을 에폭시도코사펜타엔산(EDP, 주로 19,20-에폭시에에코사펜타엔산의 이성질체)으로 대새한다.

## 건강에 대한 잠재적 영향

### 신경학적 연구
18개월 동안 실시된 402명의 피험자들에 대한 시험에서 도코사헥사엔산(DHA)은 가벼운 정도에서 중간 정도의 알츠하이머병을 앓고 있는 노인의 정신 기능의 저하를 늦추지 않았다고 결론지었다. 6개월 동안 실시된 485명의 피험자들에 대한 비슷한 시험은 하루에 900 mg의 도코사헥사엔산(조류에서 얻은)이 경미한 기억 감퇴를 겪는 건강한 노인에서 심박수를 감소시키고 기억과 학습 능력을 향상시킨다고 결론지었다.
또 다른 초기 단계 연구에서 중년 성인의 도코사헥사엔산의 수치가 높으면 비언어적 추론 및 정신의 유연성, 작업 기억력, 어휘 테스트에서 더 나은 결과와 관련이 있었다.
어떤 연구에 따르면 도코사헥사엔산이 풍부한 생선기름 보충제를 섭취하는 것이 산모의 산후우울증을 줄이거나 자식의 어린 시절 인지 기능 및 언어 기능을 발달시키지 못한다는 것이 밝혀졌다. 또 다른 체계적 문헌고찰에 따르면 도코사헥사엔산은 망막색소변성증 환자의 시야 개선에 큰 이점이 없다고 밝혀졌다. 2017년의 예비 연구에 따르면 생선기름 보충제는 도코사헥사엔산 수준의 중요성과 관련된 우울증 증상을 감소시키는 것으로 나타났다.

### 임신과 수유
임신을 원하는 여성이나 간병을 원하는 여성들은 오메가-3 지방산이 많이 함유된 음식을 섭취하는 것이 좋다. 국제 지방산 및 지질 연구 협회의 실무 그룹은 임산부와 수유부에게 하루에 300 mg의 도코사헥사엔산을 권장한 반면, 연구 대상 여성들의 평균 섭취량은 캐나다의 연구와 유사하게 하루에 45~115 mg이었다. 이러한 권장 사항에도 불구하고, 위약에 비해 800 mg/일의 도코사헥사엔산 보충제를 섭취한 무작위 추출 임산부 시험에 대한 최근의 증거는 보충제가 7년 뒤의 자녀의 인지 능력에 영향을 미치지 않았다는 것을 보여주었다.

### 뇌와 시각 기능
뇌 기능과 시력은 도코사헥사엔산의 식이 섭취에 의존하며 광범위한 세포막 특성, 특히 회색질을 구성하는 세포막에 풍부하다. 포유류의 뇌의 주요 구조적 성분인 도코사헥사엔산은 뇌에서 가장 풍부한 오메가-3 지방산이다. 도코사헥사엔산은 신경 발생, 인지 및 신경퇴행성 질환에 역할을 하는 필수 영양소 후보로 연구되고 있다.

### 다른 연구
한 예비 연구에서 6~12주 동안 도코사헥사엔산 보충제를 섭취한 남성은 염증의 혈흔이 감소했다.

## 영양

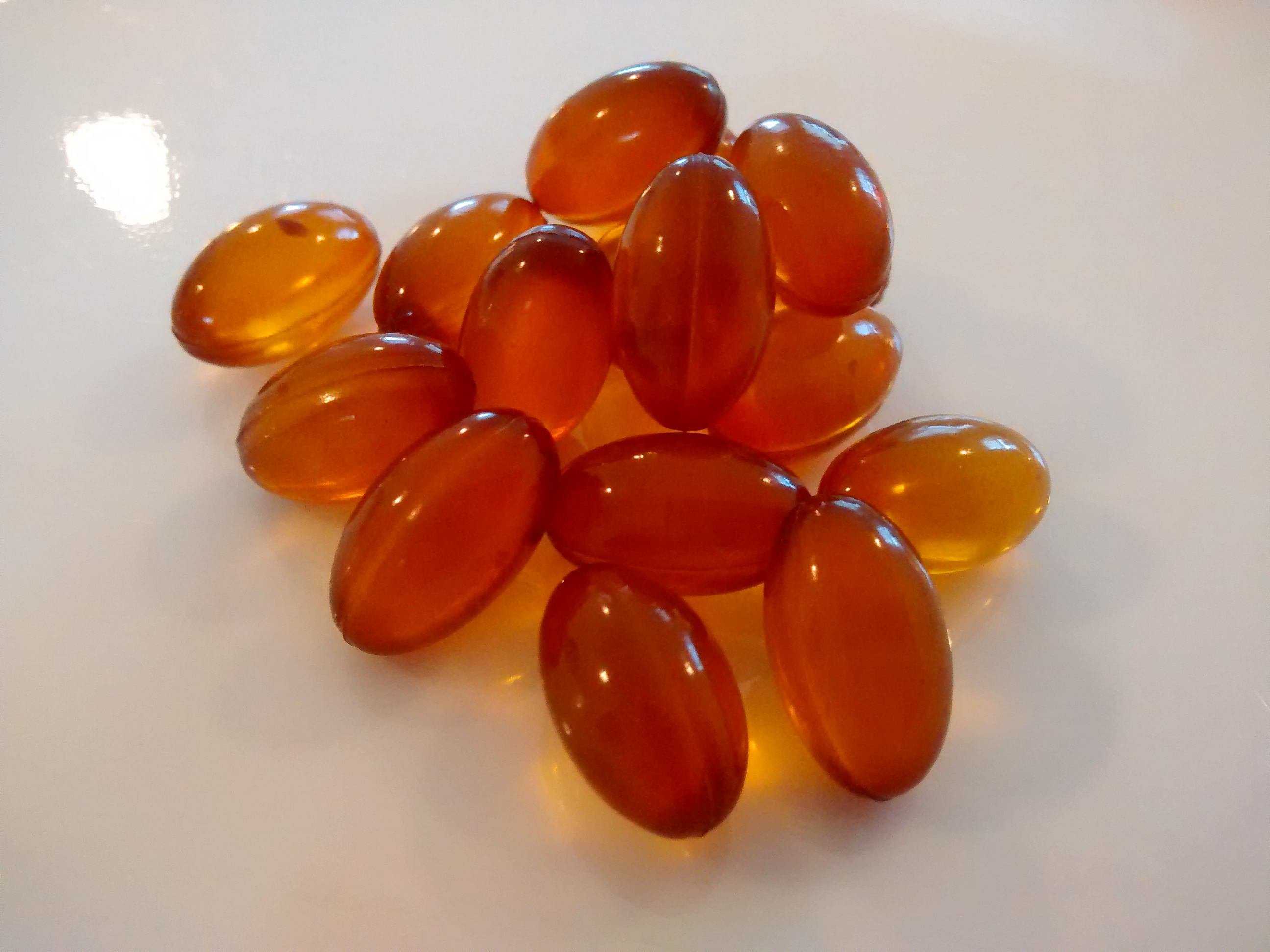
조류 기반의 도코사헥사엔산(DHA) 식이 보충제

일반적으로 조리된 연어는 100 그램 당 500~1,500 mg의 도코사헥사엔산(DHA)과 300~1,000 mg의 에이코사펜타엔산(EPA)을 함유하고 있다. 도코사헥사엔산이 풍부하게 함유된 해산물로는 캐비어(100 g 당 3,400 mg), 멸치(100 g 당 1,292 mg), 고등어(100 g 당 1,195 mg), 조리된 청어(100 g 당 1,105 mg) 등이 있다. 소 뇌를 포함한 포유류의 뇌는 도코사헥사엔산의 훌륭한 직접적인 공급원이며, 100 g 당 약 855 mg의 도코사헥사엔산을 함유하고 있다.

### 도코사헥사엔산을 함유한 조류의 발견
1980년대 초에 미국 항공우주국(NASA)은 장기간의 우주 비행에서 산소와 영양분을 생성할 수 있는 식물 기반의 음식 공급원에 대한 과학적 연구를 후원했다. 특정 종류의 해조류는 풍부한 영양소를 생산하며, 2가지 다불포화 지방산인 도코사헥사엔산과 아라키돈산을 함유한 조류 기반의 식물성 기름의 개발을 야기시켰다.

### 식이 보충제로 사용
도코사헥사엔산은 식이 보충제로 널리 사용된다. 도코사헥사엔산은 주로 영아용 조제 분유에서 처음 사용되었다. 2019년 미국 식품의약국(FDA)은 도코사헥사엔산에 대한 허가 건강강조표시(health claim)를 발표했다.
제조된 도코사헥사엔산의 일부는 조류에서 추출한 채식주의자들을 위한 제품으로, 도코사헥사엔산과 에이코사펜타엔산과 같은 오메가-3 지방산을 함유하고 있는 생선기름과 시장에서 경쟁한다. 생선기름과 도코사헥사엔산은 둘 다 식품 첨가물로 가공되고 나면 무취와 무미한 특성을 갖는다.

### 채식주의자에 대한 연구
채식주의자의 식단은 일반적으로 일부 제한된 양의 도코사헥사엔산(DHA)을 포함하고 있으며, 비건들의 식단은 일반적으로 도코사헥사엔산을 포함하지 않는다. 예비 연구에서 조류 기반의 식이 보충제는 도코사헥사엔산의 수준을 증가시켰다. 성인 채식주의자나 성인 비건에서 도코사헥사엔산의 결핍으로 인한 건강이나 인지 기능에 미치는 영향에 대한 증거는 거의 없지만, 채식주의자들의 모유가 성장 중인 영아에게 적절한 양의 도코사헥사엔산을 공급할 수 있는지에 대한 우려가 있다.

### 생선기름의 도코사헥사엔산 및 에이코사펜타엔산
생선기름은 에이코사펜타엔산(EPA) 및 도코사헥사엔산(DHA)를 포함한 오메가-3 지방산의 혼합물을 함유한 캡슐제로 널리 판매되고 있다. 보충제 캡슐의 산화된 생선기름은 더 낮은 함량의 에이코사펜타엔산 및 도코사헥사엔산을 함유할 수 있다. 빛, 산소 노출 및 열은 모두 생선기름 보충제의 산화에 기여할 수 있다. 냉장 보관된 양질의 제품을 구입한 다음 냉장고에 보관하면 산화를 최소화 할 수 있다.

## 인류 진화에서 도코사헥사엔산의 역할에 대한 가설
어떤 연구자들은 육상에서 얻은 음식물로부터 필요한 양의 도코사헥사엔산(DHA)을 얻을 수 있었다고 주장하지만, 다른 연구자들은 해산물에 풍부한 도코사헥사엔산이 큰 뇌의 발달에 도움이 되었을 것이라고 주장한다.

## 같이 보기
- 에이코사펜타엔산 (EPA)
- 불포화 지방산
- 다불포화 지방산
- 오메가-3 지방산
- 오메가-3 지방산의 목록
- DHA-클로자핀